# هارون لينغ جوهانسون
هارون لينغ جوهانسون هو سياسي أمريكي، ولد في 30 يناير 1980 في مونتانا في الولايات المتحدة. نشط حزبياً في الحزب الجمهوري والحزب الديمقراطي (2014 – 2014). وقد انتخب عضو مجلس النواب في هاواي ‏.

## وصلات خارجية
- الموقع الرسمي